# BETTER (음반)
《BETTER》는 대한민국의 가수 보아의 데뷔 20주년 기념이자 10번째 한국 정규 음반이다. 타이틀 곡은 앨범명과 동명의 "Better"이다.

## 작업 및 발매
보아의 정규 10집 ‘BETTER'는 타이틀 곡 ‘Better'를 비롯해 다양한 장르의 총 11곡이 수록되어 있으며, 데뷔 후 20년 간 폭넓은 음악 스펙트럼과 완벽한 퍼포먼스로 사랑 받고 있는 보아의 다채로운 음악 색깔을 만날 수 있어 좋은 반응이 기대된다.
이번 앨범에는 히트메이커 유영진과 KENZIE는 물론, 최정상 프로듀싱팀 Moonshine, LDN Noise, 인기 작사가 이스란, 조윤경, 황유빈 등 유명 뮤지션들이 대거 참여해 완성도를 높였으며, 보아 역시 ‘Cloud‘, ‘All That Jazz', ‘Little Bird' 등 3곡의 작사·작곡과 ‘L.O.V.E' 작사에 참여, 싱어송라이터다운 면모를 다시 한번 보여준다.
타이틀 곡 ‘Better', 보아의 업그레이드 카리스마 담았다! 타이틀 곡 ‘Better'는 곡을 이끄는 묵직한 베이스와 후렴구의 폭발적인 비트가 돋보이는 R&B 댄스 장르의 곡으로, 망설이지 말고 당당하게 사랑을 쟁취하자는 가사를 보아의 파워풀하면서도 절제된 보컬로 표현했다. 영국 가수 AWA의 ‘Like I Do'를 샘플링해 보아의 색깔로 재해석했으며, 데뷔 곡 ‘ID; Peace B'부터 ‘Girls On Top', ‘내가 돌아 (NEGA DOLA)' 등 보아와 특급 호흡을 선보인 유영진이 작사, 작곡, 편곡에 참여해 매력을 배가시켰다.
더불어 있는 그대로의 모습도 괜찮다는 위로의 메시지를 전하는 R&B 곡 ‘Cloud‘, 보사노바 기반의 퍼커션 리듬과 잔잔한 기타, 피아노 사운드가 어우러진 재즈 팝 장르의 ‘All That Jazz', 보아가 꿈을 이루기까지의 여정과 새로운 희망을 한 편의 영화 같이 표현한 ‘Little Bird' 등 보아의 자작곡 3곡도 만날 수 있다.
또한 퓨처 디스코 장르의 곡 ‘L.O.V.E'는 보아가 작사를 맡아 설렘을 저울질하지 않고 솔직하게 사랑을 시작하고 싶은 마음을 직관적으로 표현했으며, 그루비한 스트링과 몽환적인 사운드가 감각적인 ‘Temptations‘, 미니멀한 사운드와 보아의 절제된 보컬이 차갑고 날카로운 느낌을 주는 ‘Cut Me Off'도 귀를 사로잡는다.
이 밖에도 웅장하고 결연한 분위기가 인상적인 ‘Got Me Good', 사랑에 빠져드는 감정을 반짝이는 보석과 향기로운 꽃에 반한 모습에 빗대어 표현한 ‘Honey & Diamonds', 아쉽게 스쳐 버린 인연과의 운명적인 재회를 드라마틱하게 그린 ‘Start Over', 변함없이 곁에서 버팀목이 되어 주겠다는 약속을 담은 발라드 곡 ‘Gravity' 등 총 11곡이 수록되어 다양한 음악 감성을 느낄 수 있다.

## 활동 목록
| (타이틀곡) Better |                                                             |                                                             |
| 2020년 11월 5일   | 10th Album "BETTER" Teaser Image                            |                                                             |
| 2020년 11월 12일  | 202020 BoA                                                  | 데뷔 20주년 기념 뮤직 다큐멘터리                            |
| 2020년 11월 17일  | V LIVE Nobody Talks To BoA - 모두가 그녀에게 말을 걸지 않아 | EP.1                                                        |
| 2020년 11월 18일  | 10th Album "BETTER" Timetable                               |                                                             |
| 2020년 11월 19일  | V LIVE Nobody Talks To BoA - 모두가 그녀에게 말을 걸지 않아 | EP.2                                                        |
| 2020년 11월 19일  | My BoA Player Teaser                                        |                                                             |
| 2020년 11월 20일  | My BoA Player                                               |                                                             |
| 2020년 11월 21일  | tvN 온앤오프                                                | 29회 써니편 게스트                                          |
| 2020년 11월 22일  | SBS 미운 우리 새끼                                          |                                                             |
| 2020년 11월 23일  | 10th Album "BETTER" Teaser Image 1                          |                                                             |
| 2020년 11월 24일  | 10th Album "BETTER" Teaser Image 2                          |                                                             |
| 2020년 11월 24일  | V LIVE Nobody Talks To BoA - 모두가 그녀에게 말을 걸지 않아 | EP.3                                                        |
| 2020년 11월 24일  | SMing 보아 데뷔 20주년 기념 스테이션 1화                    | MELON 음원사이트                                            |
| 2020년 11월 24일  | [BoA X Celebbrand] 올 겨울 가장 따뜻한 머플러, 리틀버드     |                                                             |
| 2020년 11월 25일  | 10th Album "BETTER" Teaser Image 3                          |                                                             |
| 2020년 11월 26일  | 10th Album "BETTER" Teaser Image 4                          |                                                             |
| 2020년 11월 26일  | V LIVE Nobody Talks To BoA - 모두가 그녀에게 말을 걸지 않아 | EP.4                                                        |
| 2020년 11월 27일  | 10th Album "BETTER" Teaser Image 5                          |                                                             |
| 2020년 11월 30일  | 10th Album "BETTER" Teaser Image 6                          |                                                             |
| 2020년 11월 30일  | 10th Album "BETTER" MV Teaser                               |                                                             |
| 2020년 12월 1일   | 정규10집 발매 기자간담회                                    |                                                             |
| 2020년 12월 1일   | V LIVE Nobody Talks To BoA - 모두가 그녀에게 말을 걸지 않아 | EP.5                                                        |
| 2020년 12월 1일   | SBS 라디오 박소현의 러브게임                                |                                                             |
| 2020년 12월 1일   | SMing 보아 데뷔 20주년 기념 스테이션 2화                    | MELON 음원사이트                                            |
| 2020년 12월 1일   | V Live 점핑이들이 있어줘서 더 "BETTER"한 BoA                |                                                             |
| 2020년 12월 2일   | SBS 라디오 최화정의 파워타임                                |                                                             |
| 2020년 12월 3일   | MBC 라디오 김신영의 정오의 희망곡                           |                                                             |
| 2020년 12월 3일   | V LIVE Nobody Talks To BoA - 모두가 그녀에게 말을 걸지 않아 | EP.6                                                        |
| 2020년 12월 3일   | [셀럽의 사생활] BoA 리틀버드 - 보아의 패딩머플러 제작기!    |                                                             |
| 2020년 12월 3일   | SBS 나이트라인                                              | 초대석                                                      |
| 2020년 12월 4일   | KBS 뮤직뱅크                                                | 컴백무대 Better                                             |
| 2020년 12월 5일   | MBC 쇼! 음악중심                                            | 컴백무대 Better                                             |
| 2020년 12월 5일   | KBS 불후의 명곡                                             |                                                             |
| 2020년 12월 6일   | SBS 인기가요                                                | 컴백무대 Better                                             |
| 2020년 12월 6일   | Mnet 2020 Mnet Asian Music Awards                           | "You're still my No.1" - No.1, Only One (With 태민), Better |
| 2020년 12월 8일   | V LIVE Nobody Talks To BoA - 모두가 그녀에게 말을 걸지 않아 | EP.7                                                        |
| 2020년 12월 10일  | Youtube 문명특급                                            |                                                             |
| 2020년 12월 10일  | V LIVE Nobody Talks To BoA - 모두가 그녀에게 말을 걸지 않아 | EP.8                                                        |
| 2020년 12월 11일  | 영상통화 팬사인회                                           |                                                             |
| 2020년 12월 11일  | SBS F!L 라이브 온 언플러그드                                |                                                             |

## 트랙 리스트
| #   | 제목                 | 작사                         | 작곡                                                                                  | 재생 시간 |
| --- | -------------------- | ---------------------------- | ------------------------------------------------------------------------------------- | --------- |
| 1.  | 〈Better〉           | 유영진                       | 유영진 / Aston Rudi / Awa Santesson-Sey / Jay-Keyz (편곡: 유영진)                     | 3:20      |
| 2.  | 〈Temptations〉      | 황유빈                       | Moonshine / Realmeee / Nicole ‘Kole' Cohen (편곡: Moonshine)                          | 3:16      |
| 3.  | 〈Cloud〉            | BoA                          | BoA / BXN / 박서현 (편곡: BXN)                                                        | 3:47      |
| 4.  | 〈All That Jazz〉    | BoA                          | BoA / Shaun Kim (편곡: Shaun Kim)                                                     | 3:59      |
| 5.  | 〈L.O.V.E〉          | BoA                          | KENZIE / Greg Bonnick / Hayden Chapman (편곡: LDN Noise)                              | 3:17      |
| 6.  | 〈Cut Me Off〉       | KENZIE                       | Leon Paul Palmen / Emilie Adams (편곡: Palm Trees)                                    | 3:06      |
| 7.  | 〈Got Me Good〉      | JQ / 박지희(makeumine works) | Moonshine / Matilda Gratte / Linnea Norlen (편곡: Moonshine)                          | 3:05      |
| 8.  | 〈Honey & Diamonds〉 | 조윤경                       | OKAY! KENJI / Maxx Song / Krysta Youngs / Julia Ross (편곡: OKAY! KENJI)              | 3:55      |
| 9.  | 〈Start Over〉       | 이스란                       | Riley Biederer / Mick Coogan / Rosi Golan / Marcus Andersson (편곡: Marcus Andersson) | 3:09      |
| 10. | 〈Gravity〉          | 김연서                       | Simon Petrén / 김연서 (편곡: Simon Petrén / 김연서)                                   | 3:32      |
| 11. | 〈Little Bird〉      | BoA                          | BoA / Shaun Kim (편곡: Shaun Kim / Brian Cho)                                         | 3:28      |